# HD 7449
HD 7449 – gwiazda typu widmowego F. Znajduje się w gwiazdozbiorze Wieloryba i oddalona jest o ponad 125 lat świetlnych od Ziemi. Gwiazdę okrąża planeta pozasłoneczna i mniejsza gwiazda typu M, HD 7449 B.

## Układ planetarny
W 2011 roku ogłoszono odkrycie dwóch towarzyszy tej gwiazdy, dzięki badaniom prędkości radialnych. Bliższy obiekt HD 7449 b jest planetą-olbrzymem o masie minimalnej podobnej do masy Jowisza, krążącą po ekscentrycznej orbicie. Natura drugiego obiektu nie była pewna. Odkrywcy uznali, że najprawdopodobniej jest to drugi gazowy olbrzym o masie ok. 2 MJ, silnie oddziałujący z wewnętrzną planetą. Dane sugerowały też, że w układzie może istnieć trzecia planeta o okresie obiegu ok. 14 dni, jednak sygnał ten był bliski okresowi rotacji gwiazdy.
Dzięki obserwacjom przez Teleskopy Magellana odkryto czerwonego karła HD 7449 B o masie >0,18 M☉, okrążającego centralną gwiazdę w odległości ok. 18 au. Karzeł ten może odpowiadać za wysoką ekscentryczność orbity planety-olbrzyma, dzięki mechanizmowi Kozai; w tym wypadku, jeżeli planeta miała pierwotnie kołową orbitę, jej rzeczywista masa nie przekracza 1,5 MJ. Nowe analizy przeczą istnieniu drugiej planety w tym układzie.